# Giro di Toscana 1961
Il Giro di Toscana 1961, trentacinquesima edizione della corsa, si svolse il 16 aprile su un percorso di 262 km, con partenza e arrivo a Firenze. Fu vinto dall'italiano Marino Fontana della San Pellegrino Sport davanti ai suoi connazionali Adriano Zamboni e Ottorino Benedetti.

## Ordine d'arrivo (Top 10)
| Pos. | Corridore          | Squadra              | Tempo    |
| ---- | ------------------ | -------------------- | -------- |
| 1    | Marino Fontana     | San Pellegrino Sport | 6h47'00" |
| 2    | Adriano Zamboni    | Molteni              |          |
| 3    | Ottorino Benedetti | Ignis                |          |
| 4    | Diego Ronchini     | Carpano              |          |
| 5    | Walter Martin      | Carpano              |          |
| 6    | Oreste Magni       | Fides                |          |
| 7    | Italo Mazzacurati  | Carpano              |          |
| 8    | Dino Bruni         | Ignis                |          |
| 9    | Pierino Baffi      | Fides                |          |
| 10   | Pietro Musone      | Philco               |          |